# Free as in Freedom: Richard Stallman's Crusade for Free Software
Free as in Freedom: Richard Stallman's Crusade for Free Software es una biografía sobre Richard M. Stallman escrita por Sam Williams y publicada por O'Reilly Media bajo licencia libre.
Williams realizó varias entrevistas a Stallman durante la redacción del libro, y también entrevistó a algunos compañeros de clase y a su madre.
El libro se halla bajo la Licencia de documentación libre de GNU en su versión 1.1

## Estructura
El libro se divide en catorce capítulos y tres apéndices (uno de los cuales es la GNU Free Documentation License).

## Autor
Sam Williams escribió un artículo sobre el proceso de escritura del libro, incluyendo la negociación de licencia con la editorial.